# Peter Bakker (topman)

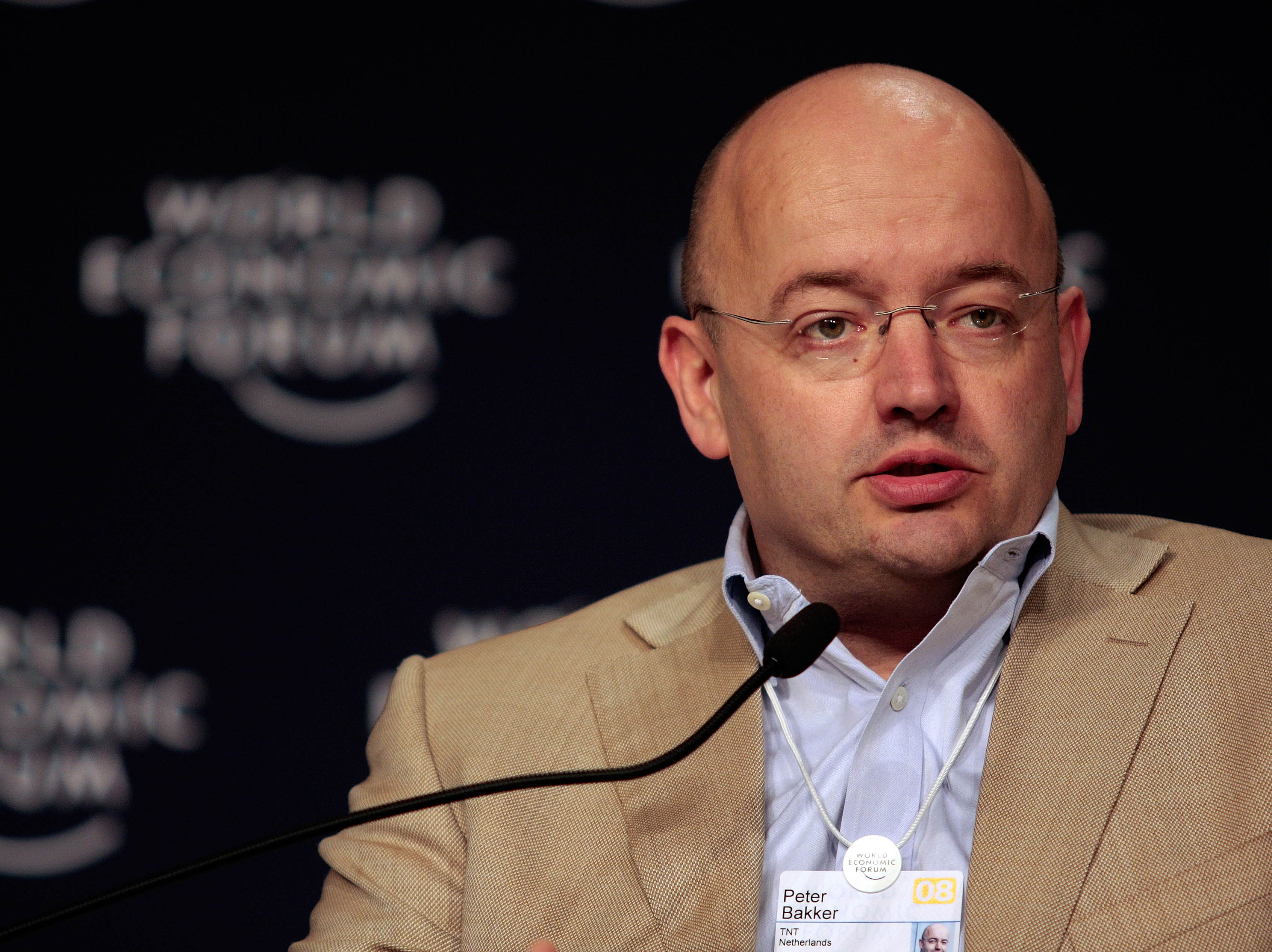
Peter Bakker (2008)

Peter Bakker (1961) is een Nederlands topman. Hij is vooral bekend als voorzitter van de raad van bestuur van TNT N.V.
Bakker werd tijdens zijn militaire dienstplicht opgeleid voor de inlichtingendienst. Na zijn dienstplicht studeerde hij bedrijfseconomie aan de Erasmus Universiteit in Rotterdam. Tijdens en na zijn studie werkte hij onder meer als bedrijfseconoom en automatiseerder voor TS Seeds Holding.
Op 30-jarige leeftijd kwam hij in dienst bij PTT Post. Hier bekleedde Bakker diverse functies, waaronder die van financieel directeur van de pakketservice. In 1997 werd hij opgenomen in de raad van bestuur van PTT Post. Bakker was verantwoordelijk voor de integratie van het overgenomen TNT en PTT Post, de scheiding van PTT Post en KPN en de beursgang van TNT Post Groep N.V. De naam TNT Post Groep N.V. is nadien gewijzigd in TPG N.V. en laatstelijk in TNT N.V.
Van 1997 tot 2001 was Bakker financieel topman en van 2001 tot 2011, toen het bedrijf werd gesplitst in PostNL en TNT Express, was Bakker voorzitter van de raad van bestuur. Hij volgde topman Ad Scheepbouwer op toen die per 1 oktober 2001 vertrok naar KPN. 
Op verzoek van minister Donner leidde Bakker in 2008 een naar hem vernoemde commissie om voorstellen te ontwikkelen voor een verhoging van de arbeidsparticipatie en een versoepeling van het ontslagrecht. 
Sinds 1 januari 2012 is hij president van de World Business Council for Sustainable Development - WBCSD, een wereldwijd samenwerkingsverband van CEO's van meer dan 200 bedrijven, die zich inspannen voor duurzame ontwikkeling. Nederlandse bedrijven die participeren zijn Akzo Nobel, DSM, Heineken, KPMG, Port of Rotterdam, Rabobank, Shell, Philips, en Unilever. 